# Natarsia miripes
Natarsia miripes är en tvåvingeart som först beskrevs av Daniel William Coquillett 1905.  Natarsia miripes ingår i släktet Natarsia och familjen fjädermyggor.
Artens utbredningsområde är Kalifornien. Inga underarter finns listade i Catalogue of Life.